# Само Хун
Само Хун (кин. 洪金寶, упрош. 洪金宝, енгл. Sammo Hung, пин'јин: Hóng Jīnbǎo, варијанта: Хонг Џинбао; рођен 7. јануара 1952. у Хонг Конгу), познат и као Хун Кам-бо (洪金寶) или Хун Кам-по, је глумац из Хонг Конга, мајстор борилачких вештина, акциони кореограф, филмски продуцент и редитељ, познат по свом раду у многим филмовима из поджанра борилачких вештина, који долазе из Хонг Конга. Био је и кореограф за борбе многим другим глумцима, као што је Џеки Чен. Појављивао се у бројним филмовима као У змајевом гнезду, Моје срећне звезде, Моје срећне звезде: Сијајте, сијајте, срећне звезде, Пут око света за 80 дана, а у новије време са Дони Јеном, Прича о Ип Mену, Прича о Ип Mену 2, где је био акциони кореограф, као и раније.
Хун је једна од кључних личности која је предводила покрет Нови талас у Хонг Конгу из 1980-их, коме припадају и редитељи Цуи Харк, Џон Ву и Вонг Кар-Ваи помогла да се обнови жанр борилачких вештина и покренуо је тзв. вампирски - џиангши жанр. Помагао је многим својим сународницима, дајући им прилику за почетак у филмској индустрији Хонг Конга, убацујући их у филмове које је продуцирао, или им дајући улогу у продукцијској екипи.
Џеки Чен се често назива у хонконшком филму "Да Гох" (Da Goh), што значи "Велики Брат", а то све како би их разликовали, јер су заједно урадили пуно филмова. И Хун је био у прошлости познат као "Да Гох", све до снимања филма Пројекат А, у којем су обојица глумили. Како је Хун био најстарији од кунг-фу "браће", и први који је оставио трага у индустрији, добио је надимак "Да Гох Да" (Da Goh Da), што значи Велики, велики брат, или Biggest Big Brother.